# Improvisationen
Improvisationen è il secondo album del Gruppo di Improvvisazione Nuova Consonanza, prodotto dalla Deutsche Grammophon nel 1969.

## Tracce
Lato A
1. ... E Poi?

Lato B
1. Quasiraga
2. Light Music
3. Ancora Un Trio
4. Credo